# Jens George
Jens George (* 1969) ist ein deutscher Hockeytrainer und ehemaliger -spieler.

## Werdegang
George erlernte als Kind das Hockeyspiel beim HC Bad Homburg. Dort bezeichnete ihn ein Trainer als „Maus“, da George zu jener Zeit eigener Aussage nach „klein, zierlich“ war sowie „zwei große Vorderzähne“ hatte. Unter diesem Spitznamen wurde George in Hockeykreisen bekannt.
Er wechselte später zum Rüsselsheimer RK. Für den Verein spielte George zehn Jahre, zum Abschluss seiner Spielerlaufbahn gehörte George zwei Jahre der Mannschaft des Clubs an der Alster in Hamburg an. Im August 1998 bestritt er drei A-Länderspiele für Deutschland. Georges Berufung in die Nationalmannschaft für die betreffende Länderspielreise nach Malaysia war auf ein Missgeschick des Deutschen Hockey-Bunds zurückzuführen, der ihn mit dem ehemaligen Alster-Spieler Philip Georgi verwechselte und die Einladung an George schickte.
Er war bei den Bundesliga-Damen des Clubs an der Alster Co-Trainer von Mathias Ahrens und übernahm 1999 hauptverantwortlich die Betreuung. George übte das Cheftraineramt bis 2022 aus. Nach den Abstiegen in die Regionalliga (Feld und Halle, jeweils 1999) gelang George mit dem Club an der Alster die Bundesliga-Rückkehr. Er führte die Hamburgerinnen 2018 und 2019 zum Gewinn der Deutschen Feldhockeymeisterschaft, 2006, 2008, 2009, 2018 und 2020 gewann man die Deutsche Hallenmeisterschaft. Den Sieg im Halleneuropapokal der Landesmeister errang George mit dem Club an der Alster in den Jahren 2007, 2009 und 2010. George gehörte zeitweise als Assistenztrainer auch zum Stab der deutschen Nationalmannschaft. Nach dem Ende seiner Amtszeit als Damentrainer beim Club an der Alster blieb George bei dem Hamburger Verein und wechselte in die Jugendarbeit. Später wurde er bei den Alster-Damen Co-Trainer.

### Sonstiges
George war nach eigener Aussage in 19 Semestern Student, ging dem Studium aber nur drei Semester ernsthaft nach. Er schloss eine Tischlerlehre ab und wurde in diesem Beruf neben seinen Aufgaben im Hockeysport tätig. George hat rund 100 Länder bereist. Er heiratete 2022 seine aus Kolumbien stammende Ehefrau.